# 小行星2183
小行星2183（2183 Neufang）是一颗围绕太阳公转的小行星。1959年7月26日，庫諾·霍夫邁斯特在布隆方丹发现了此天体。
該小行星以德國圖林根的村莊諾伊方（Neufang）命名。
这颗小行星的绝对星等为239.9599160931897等。